# Oberdittmannsdorf
Oberdittmannsdorf ist ein Teil von Dittmannsdorf in der sächsischen Gemeinde Reinsberg im Landkreis Mittelsachsen. Der Ort liegt an der Straße von Dittmannsdorf nach Oberschaar.

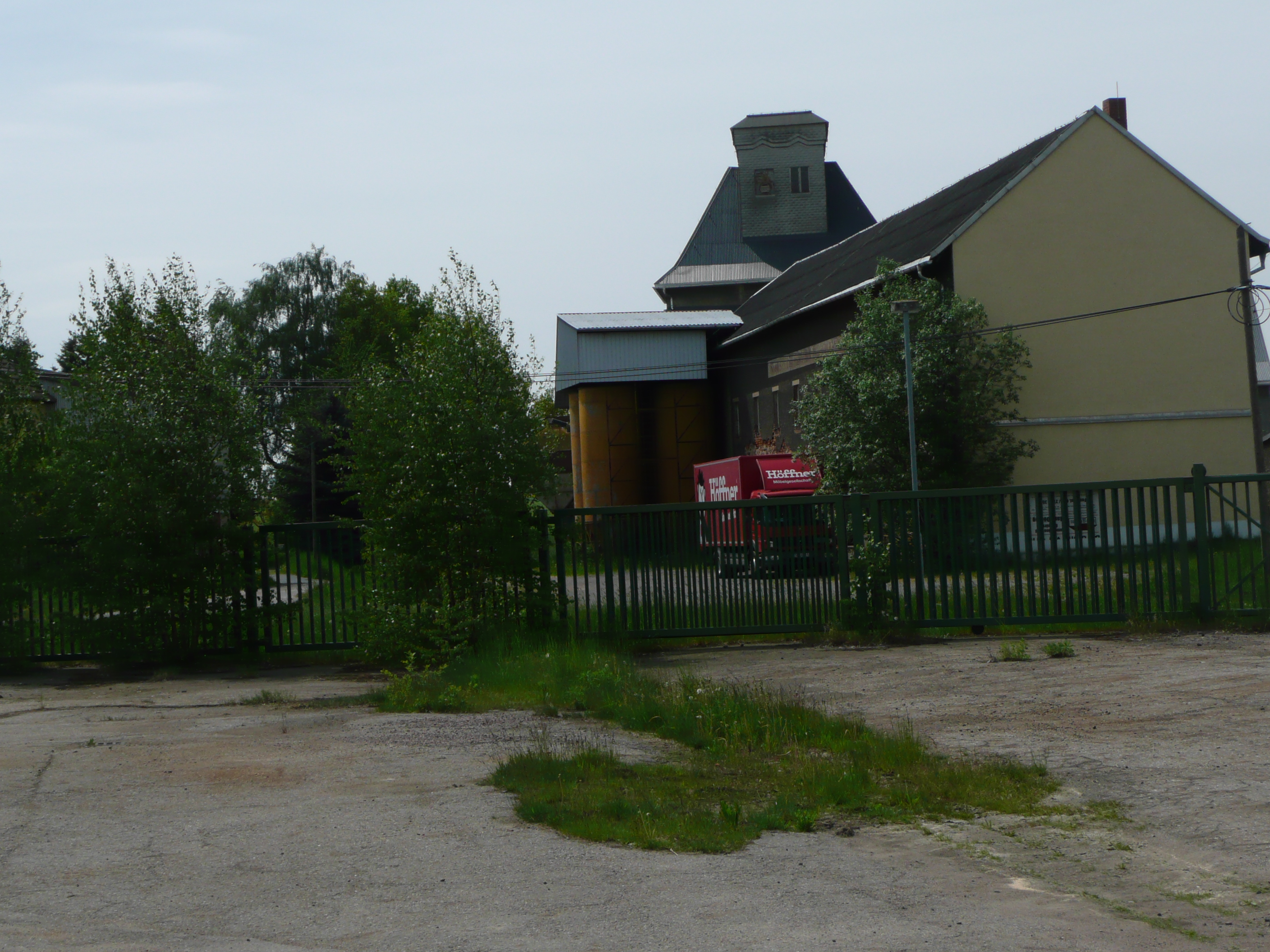
Ehemaliges Bahngelände in Oberdittmannsdorf mit der das Ortsbild beherrschenden Getreidemühle

Oberdittmannsdorf entstand durch Erweiterung von Dittmannsdorf auf Grund des Baus der Schmalspurbahn Freital-Potschappel–Nossen im Jahr 1899. Zur Eröffnung der Bahnlinie hatte die Station zwei Kreuzungsgleise. Nach Fertigstellung der Schmalspurbahn Klingenberg-Colmnitz–Oberdittmannsdorf wurde die Station um drei weitere Gleise vergrößert und wurde nun Kreuzungs- und Abzweigebahnhof. Außerdem hatte sie Anschluss zu der hier ansässigen Getreidemühle und einer Baustoffversorgung. An der Straße nach Mohorn befinden sich noch einige Bauernhöfe. An der Straße nach Oberschaar ist unmittelbar hinter der Bahnstation der Ortsausgang, an der Straße nach Mohorn kurz hinter den letzten Bauernhöfen.
Die Bahnstation hatte im Jahr 1972 die besagten fünf Gleise mit den zugehörigen Stationsgebäuden, die heute nicht mehr vorhanden sind. Der Verlauf der ehemaligen Bahnlinien ist aber noch gut auszumachen und wird heute als Radweg benutzt.